# Apolemichthys guezei
Apolemichthys guezei е вид лъчеперка от семейство Pomacanthidae.

## Разпространение и местообитание
Видът е разпространен в Реюнион.
Среща се на дълбочина от 60 до 80 m.

## Описание
На дължина достигат до 15 cm.